# Franz Lenhart
Franz Joseph Lenhart (Bad Häring, 7 gennaio 1898 – Merano, 27 marzo 1992) è stato un pittore e disegnatore austriaco naturalizzato italiano.

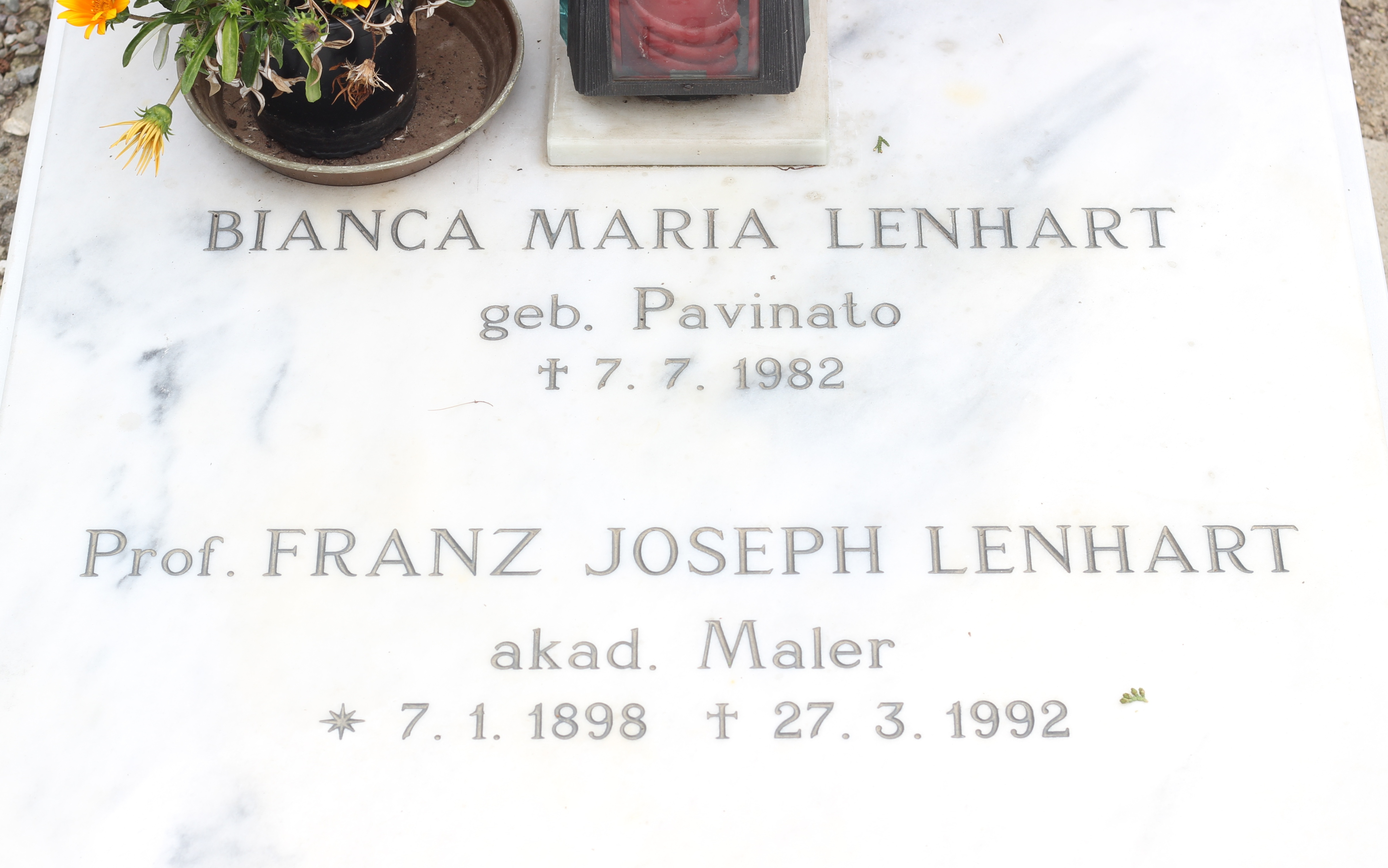
La tomba di Franz Lenhart e della moglie Bianca Maria al cimitero di Merano

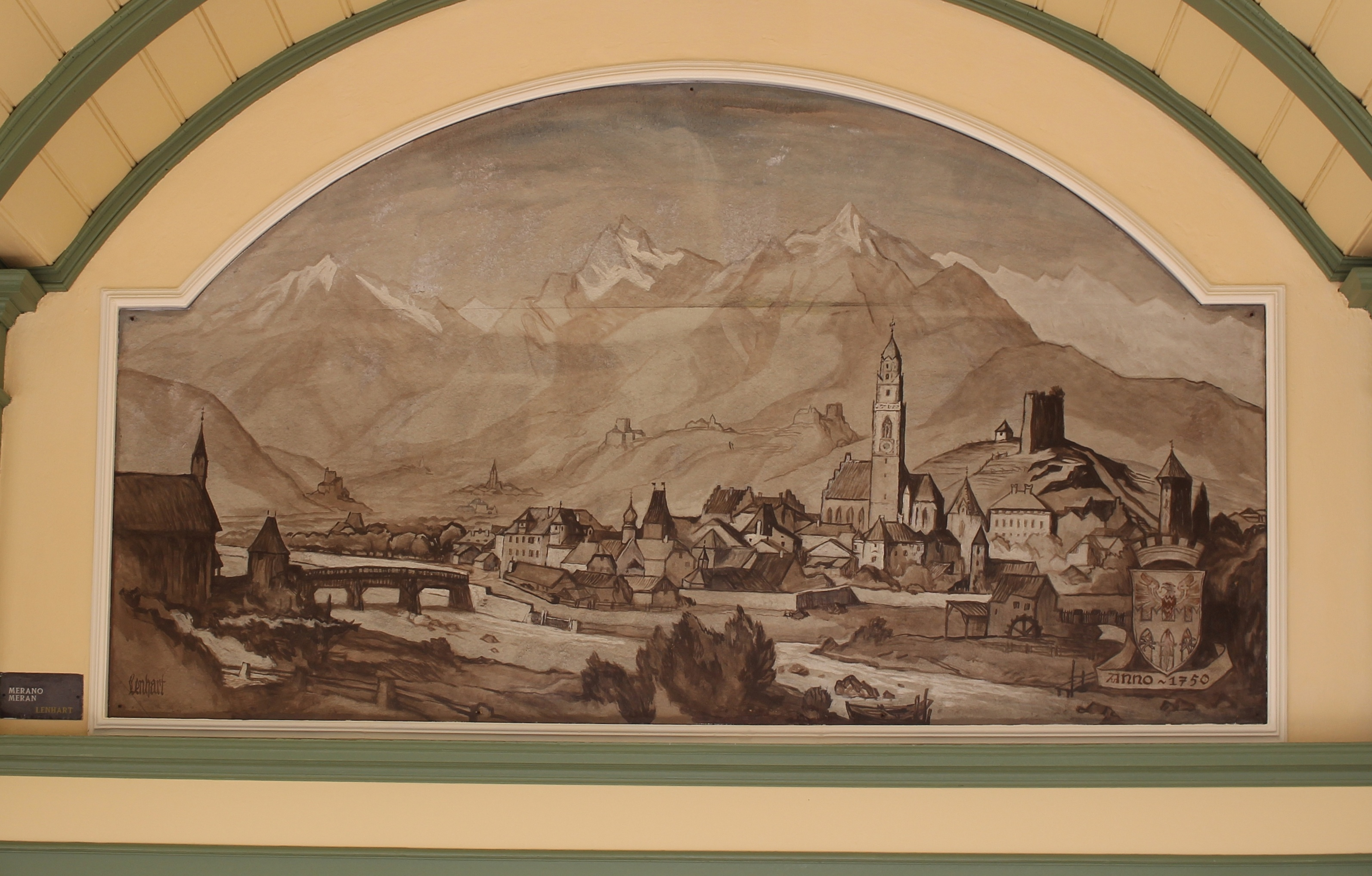
Affresco di Franz Lenhart, Merano, Wandelhalle, lungo la Passeggiata d'Inverno

È stato uno dei maggiori esponenti della cartellonistica pubblicitaria italiana della prima metà del Novecento; gran parte di questa produzione ebbe come oggetto note località turistiche delle Dolomiti, in particolare Cortina d'Ampezzo e Madonna di Campiglio, raffigurate come scenari ideali per turisti sportivi e mondani. Negli anni Trenta, Lenhart si affermò anche nel settore dell'illustrazione realizzando per le compagnie di navigazione triestine opuscoli e dépliant sulla vita a bordo dei crocieristi. 186 suoi manifesti originali si trovano al Museo Nazionale Collezione Salce di Treviso, deposito della più ampia raccolta di grafica pubblicitaria in Italia. Particolarmente rilevanti per numero e qualità artistica anche i cartelloni d'epoca di Lenhart che fanno parte del percorso espositivo permanente del Touriseum, Museo Provinciale del Turismo di Merano. Nel catalogo della mostra L'Italia che cambia attraverso i manifesti della raccolta Salce, il critico Renato Barilli, curatore della sezione "Arte e Cultura", ha qualificato Lenhart come uno dei "migliori cartellonisti del decennio", in riferimento agli anni Trenta, i cosiddetti "Anni del Regime", affiancandolo a Gino Boccasile, Severo Pozzati (Sepo) e Fortunato Depero.

## Biografia
Nato nel 1898 a Bad Häring, in Austria, Franz Josef Lenhart studia prima all'Accademia delle Belle Arti di Vienna e poi all'Accademia di Firenze. Nel 1922, ottenuta una cattedra all'Istituto Tecnico Italiano, si trasferisce a Merano, in Alto Adige, e ne fa la sua città di adozione. Nei due anni seguenti mette a frutto le vacanze scolastiche frequentando a Parigi i corsi estivi all'Accadémie de la Grande Chaumière, perfezionandosi così nel nudo e nel disegno di figura.
La sua affermazione come cartellonista decolla presto grazie all'ENIT, l'Ente Nazionale Italiano per il Turismo, che acquista uno dei suoi primi manifesti, “Visitate le Dolomiti”, e lo fa affiggere in tutta la Penisola. Da quel momento, dalle località montane del Veneto, del Trentino e dell'Alto Adige a vocazione turistica cominciano a fioccare commesse di manifesti e locandine, dando così a Lenhart l'opportunità di mettere a punto uno stile molto personale che rende inconfondibili le sue affiches: sullo sfondo scorci delle Dolomiti, in primo piano figure dinamiche di sportivi o di donne avvenenti. E soprattutto: una composizione in cui il lettering, il messaggio promozionale, fa da base per il disegno, finendo con l'integrarsi totalmente con esso.
Un'altra stagione artistica ed esistenziale rilevante scaturisce nel 1934 dalla collaborazione con le grandi compagnie triestine di navigazione, per le quali Lenhart realizza brochures e prospetti di motonavi e transatlantici, e grazie alle quali può trascorrere lunghi periodi all'estero, alloggiando in alberghi di lusso: Copenaghen, Londra, Parigi, Vienna, Sudamerica e Giappone. Il capolavoro grafico di Lenhart in questo speciale segmento della réclame è la brochure per il Conte di Savoia, "la nave che non rolla", gioiello della cantieristica italiana varata a Trieste nel 1931 per coprire la rotta tra l'Europa e New York.
Un capitolo a parte nella produzione artistica è quello dei ritratti che gli vengono commissionati dai nobili d'Europa e del Giappone, a partire da Umberto II di Savoia, suo compagno di sci a Cortina d'Ampezzo
Dai primi anni Cinquanta, con la cartellonistica illustrata entrata in crisi per il cambio di gusto a favore della fotografia, Lenhart è costretto a rallentare la sua produzione di manifesti. Riprende allora l'attività di pittore e nel 1962 esegue il ciclo di affreschi per la “Passeggiata d'inverno” a Merano.
Franz Josef Lenhart è morto nel 1992, all'età di 94 anni, nella sua casa-studio nella dépendance di Castel Winkel..
La città di Merano gli ha reso omaggio con una scultura a firma Mimmo Paladino collocata sulla Passeggiata Lungopassirio e inaugurata il 17 ottobre del 2017.

## Principali manifesti
- 1923 - III Torneo Internazionale di Tennis. Merano
- 1924 - Visitate le Dolomiti
- 1924 - Golf Links. Merano. Italy
- 1930 - Altopiano del Renon
- 1930 - Sports invernali nelle Dolomiti
- 1930 - Gran Hotel Tre Croci. Cortina
- 1930 - Gran Hotel Carezza al Lago
- 1930 - SAD. Società Automobilistica Dolomiti
- 1930 – Cortina. Winter Sports in the Dolomites
- 1932 - Sports invernali in Italia
- 1933 - Visitate Bolzano-Gries
- 1935 - Modiano. Cartine e tubetti per sigarette
- 1938 - Sommer in den Dolomiten
- 1939 - Merano
- 1947 - Cortina
- 1948 - Toshiko Hasegawa, soprano giapponese
- 1940 - Estate nelle Dolomiti
- 1940 - Abbazia
- 1941 - Campionati del Mondo di Sci. Cortina d'Ampezzo
- 1947 - Quo vadis sciatore? nel Trentino
- 1950 - Madonna di Campiglio. Dolomiti di Brenta
- 1950 - Tyrol
- 1951 - Corsa in salita Bolzano-Mendola

## Esposizioni
Opere di Franz Lenhart sono state esposte nelle seguenti mostre e rassegne:
- 1922 - Bolzano, Mostra d'Arte della Venezia Tridentina
- 1924 - Bolzano, Mostra d'Arte della Venezia Tridentina
- 1926 - Bolzano, Mostra d'Arte della Venezia Tridentina
- 1967 - Treviso, La montagna nel manifesto
- 1988 - Trento, Visitate il Trentino! Pubblicità e turismo a Trento e nel Trentino tra Ottocento e Novecento
- 1989 - Milano, L'Italia che cambia attraverso i manifesti della raccolta Salce
- 2007 - Collalbo, 100 della Ferrovia del Renon
- 2011 - Trento, Visitate le Dolomiti! Cento anni di manifesti in mostra
- 2017 - Merano, Lenhart Monogatari. Un pittore in Giappone
- 2017-2018 - Treviso, Illustri persuasioni. Tra le due guerre

## Pubblicazioni
- Alt-Meraner Typen – Tipi della vecchia Merano, Merano 1988.
- Der gute Kaiser Franzl: ein unseriöses Südtirol-Vademecum, Calliano: Manfrini 1994, ISBN 88-7024-504-7.